# 格雷戈里鎮區 (阿肯色州康韋縣)
格雷戈里鎮區（英語：Gregory Township）是位於美國阿肯色州康韋縣的一個行政鎮區。

## 地方資料
格雷戈里鎮區的面積為59.56平方千米，當中陸地面積為57.40平方千米，而水域面積為2.16平方千米。根據2010年美國人口普查的數據，當地共有人口376人，而人口密度為每平方千米6.31人。